# オリオン大星雲
オリオン大星雲（オリオンだいせいうん、M42、NGC 1976）は、オリオン座の小三つ星付近に広がる、天の川銀河内にある散光星雲である。

## 概要
推定年齢は1万年と若く、星が誕生している現場でもある。オリオンのベルトにあたる三つ星の中央下方の小三つ星付近にあり、肉眼で確認できる。肉眼で見える星雲の中で干潟星雲（M8）と並び最も明るいものの一つである。地球から約1,300光年の距離にあり、約20光年の実直径を持つと考えられている。低倍率の双眼鏡でもはっきりと見ることができる。肉眼では通常緑がかった色に見える。
オリオン大星雲の中心部には、4重星のトラペジウム (Trapezium) を主要な構成メンバーとする、非常に若い星からなる散開星団がある。ハッブル宇宙望遠鏡などの強力な望遠鏡による観測で、オリオン大星雲の中に塵の円盤に包まれた星が多数発見されている。これらの星は周囲に惑星系が形成される非常に初期の段階にあるものと考えられている。
オリオン大星雲は比較的大きい星雲であるため、経験の浅い観測者にとって撮影対象にされる事が多い星雲でもある。70mmF2.8程度の望遠レンズでフィルム感度ISO800で5分間ガイド撮影を行うと比較的容易に撮影できる星雲でもある。さらに、一眼デジタルカメラで撮影をすると、フィルム撮影のような長時間露出による感度低下がないため、露出時間はさらに短くできる（長時間露出をするとノイズが目立ってくるので、短時間で切り上げコンピュータ上で合成するのも常套手段になっている）。
地球に最も近い大質量星形成の領域である。M42星雲の大きさは24光年と推定されている。質量は太陽の約2,000倍である。古い文献では、オリオン星雲を「オリオン座の大星雲」と呼ぶことが多い[7]。
肉眼でも、オリオンの小三つ星の中央の近くにぼんやりとした光のシミに見える。また、双眼鏡では淡い光の広がりが確認できる。トラペジウムに向かう暗黒の切れ込みが確認できる。口径6cm程度の望遠鏡でも、M43と合わせて、鳥が飛んでいる形に見えてくる。トラペジウムも確認できる。口径20センチメートルでは複雑な暗黒帯の切れ込みがよりはっきりとわかりすばらしい眺めである。この口径から次第に緑色が見え始める。天体写真では赤い色を基調に青や黄色など色々な色が混じった写真をよく見るが、通常の天体望遠鏡では光量が不足してモノクロにしか見えないのが普通である。特に赤い色 (Hα) は人間の眼に感知しにくい色である。（小口径でも低倍率で赤い色を見たとの報告もあるが、これには論議がある）口径30センチメートルで条件がかなりよければ、トラペジウムを5つの星に見ることができる。口径40センチメートルでは全体が緑色に見える。口径50センチメートルではほんの少し紅い色が混じってくる。かなりの大口径では全体が赤く見える。なお、色が見えるか否かは個人差が大きい。
天体写真ではハッブル宇宙望遠鏡のものを含めて中心部分は潰れてしまっているものがほとんどである。眼視観測はこの星雲中心部の複雑な様子を明らかにできる。

## 観測の歴史
肉眼でも見えることからその存在は古くから知られていたが、星雲として認識されたのは望遠鏡の発明以降である。トレミーやティコは単独の恒星として認識しており、星雲については言及していない。バイエルもウラノメトリアでオリオン座θ星としていた。ガリレオも多くの微光星を発見しているが、星雲は確認できなかった。
1610年にフランスの法律家ニコラ＝クロード・ファブリ・ド・ペーレスクが望遠鏡で観測し、星雲状であることを記録しているが、彼が公表しなかったためその業績が知られたのは20世紀になってからである。翌年の1611年にはイエズス会の天文学者ヨハン・シサットが独立して発見しているが、これも19世紀になるまで広く知られることはなかった。またジョヴァンニ・バッティスタ・オディエルナもθ1、θ2A、θ2Bを含む星雲状のスケッチを遺しているが、広く知られることはなかった。
結局、1656年のホイヘンスによる独立発見が世に知られている。ホイヘンスは、「恒星の間に一つの記述に値する現象がある。私の知るかぎり誰も今まで気づかなかったもので、実際大望遠鏡でなければ見られないものである。オリオンの剣のあたりに、3つの星が密接している。1656年焦点距離23フィートの望遠鏡でこれらを偶然観察する機会があり、悪くない条件のもとで12個見えた。そのうち3個は密接し、さらに4個がある。これらが星雲を透して輝くので、その周囲は真っ暗な空の他の部分より一層明るくみえる」とした。ホイヘンスが言う4つの星はトラペジウムであり、彼は詳細なスケッチを残した。1789年ウィリアム・ハーシェルは、口径48インチの望遠鏡を向け「ぼんやりと点のようなものや、未来の太陽を作る混沌とした物質」と記した。ロス卿は「多くの微光星が埋もれる中央の部分は眼で見ると、すごい赤色をしめしている」と記した。

## ギャラリー

ハッブル宇宙望遠鏡で撮影したオリオン大星雲
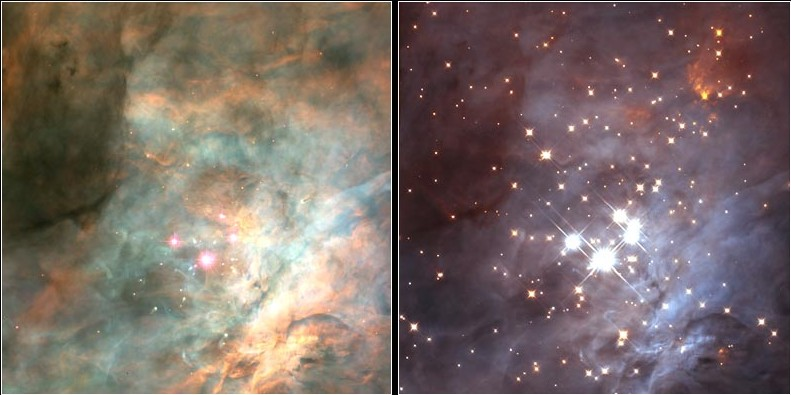
トラペジウム
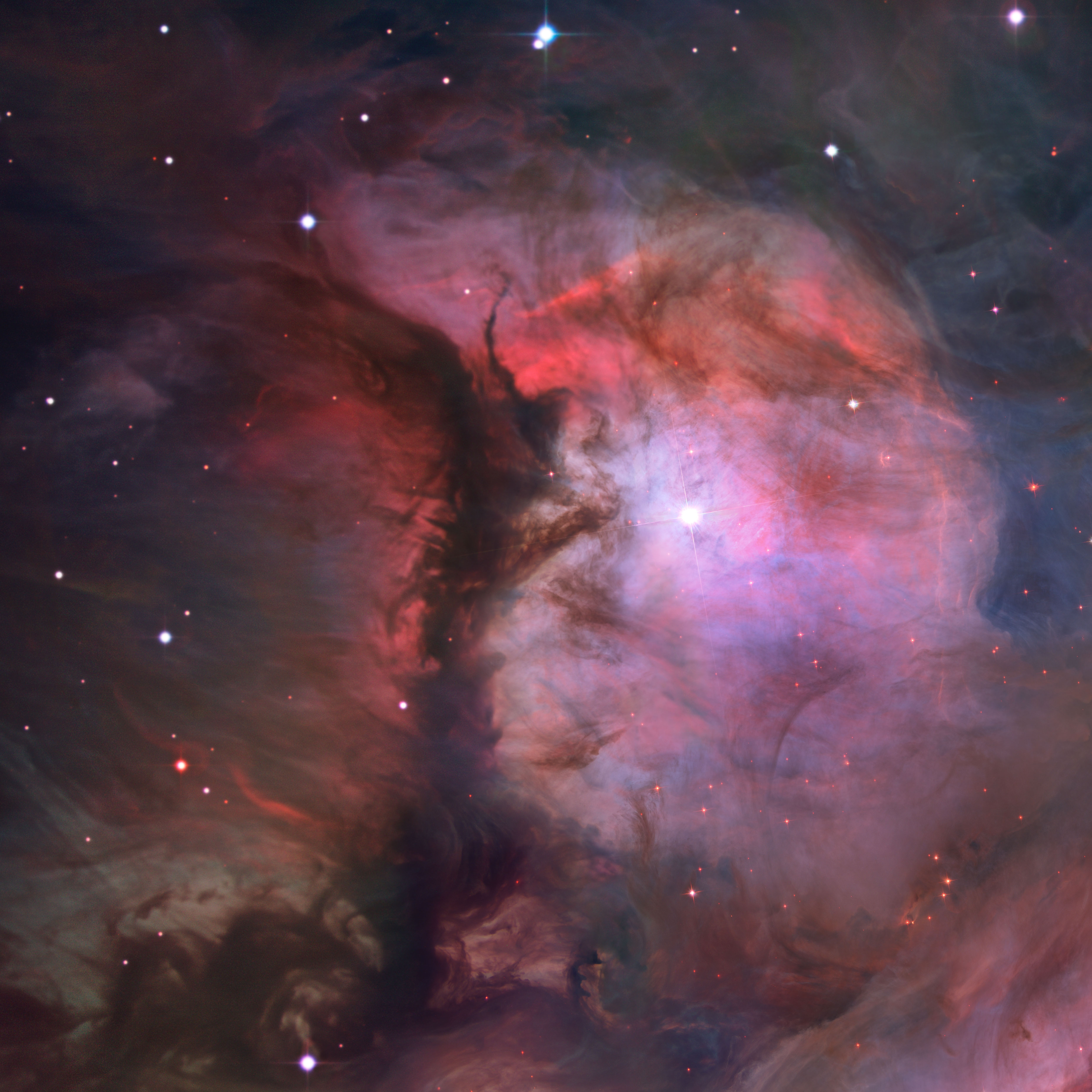
M43拡大写真